# 胶济铁路济南车站旧址
胶济铁路济南车站旧址，位于山东省济南市天桥区车站街东侧，为欧式风格建筑。现时的站房大楼于1915年建成并投入使用。该建筑曾是胶济铁路济南站的站房和胶济铁路饭店的所在地，在济南站改造后成为了铁路部门的办公场所。2013年，此建筑被列入全国重点文物保护单位，还成为了胶济铁路陈列馆的一部分。

## 历史

### 建造
1898年，德国强迫清政府签订《胶澳租借条约》后，便着手在山东建造横贯山东省的铁路；胶济铁路济南站也于1899年开始动工，1904年竣工。1912年，英、德两国出借款项建造的津浦铁路开通。建设津浦铁路过程中，为保证对铁路的控制权，中方坚持不使用已经建成的本站，而是在北侧300米，在1912年建成了一座更为气派的新车站——津浦铁路济南车站。德方为“挽回颜面”，便开始建造现在的站房，却受到一战爆发的影响而在1914年停工，后在日方接手后于1915年完工。

### 运营

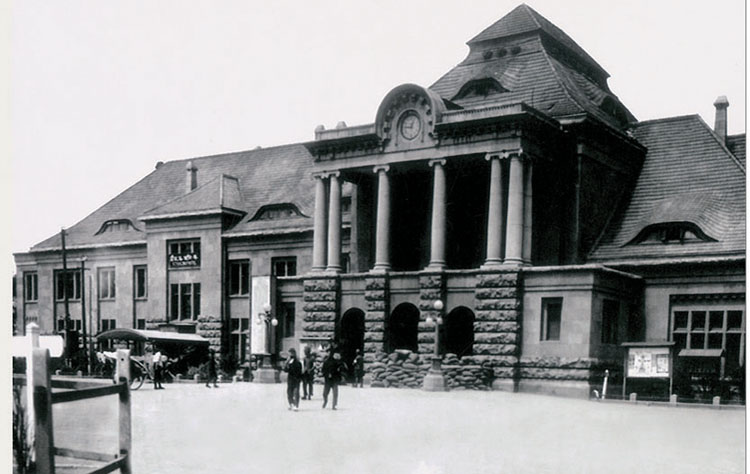
胶济铁路济南车站的历史照片

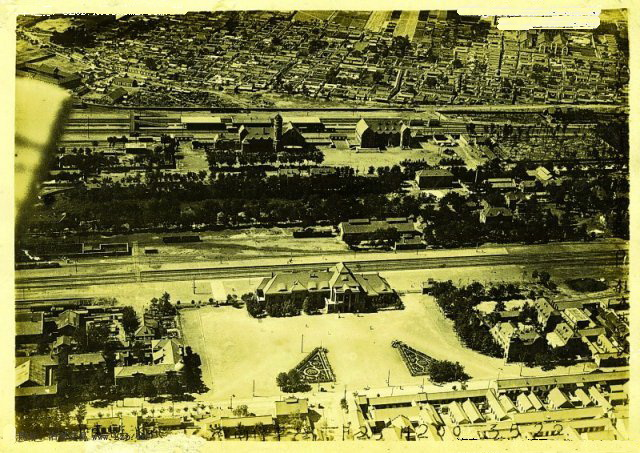
图中上方为津浦铁路济南站，下方为胶济铁路济南站

20世纪30年代以前，两座火车站曾经同时使用。从1911年起，因津浦铁路与胶济铁路方面互相达成了协议，列车可以在两线之间直通運行，乘客和货物也可以通过地下通道来往两个相邻的车站。
1928年，正值北伐军队逼近济南；日军借口“保护日侨”，三次出兵山东，其中在济南的集合点和指挥部就设立在车站内的胶济铁路饭店内。日军一直驻扎到1929年5月12日才撤离济南。
侵华日军占领济南时，为了配合分区管理，在1938-1940年间将两座车站进行改造和扩建，拆除了胶济铁路济南车站的轨道和站台，并将所有业务转移至津浦铁路济南车站。

### 停运后
在日军改造后，胶济铁路济南站只保留了站房，后作为济南铁路分局和济南铁路办事处的办公场所。1995年12月，胶济铁路济南车站被列入济南市文物保护单位，2006年12月被列入山东省文物保护单位，又于2013年5月被列入第七批全国重点文物保护单位。

### 改为博物馆
2012年，胶济铁路陈列馆开始建设，并于2013年11月7日开馆。

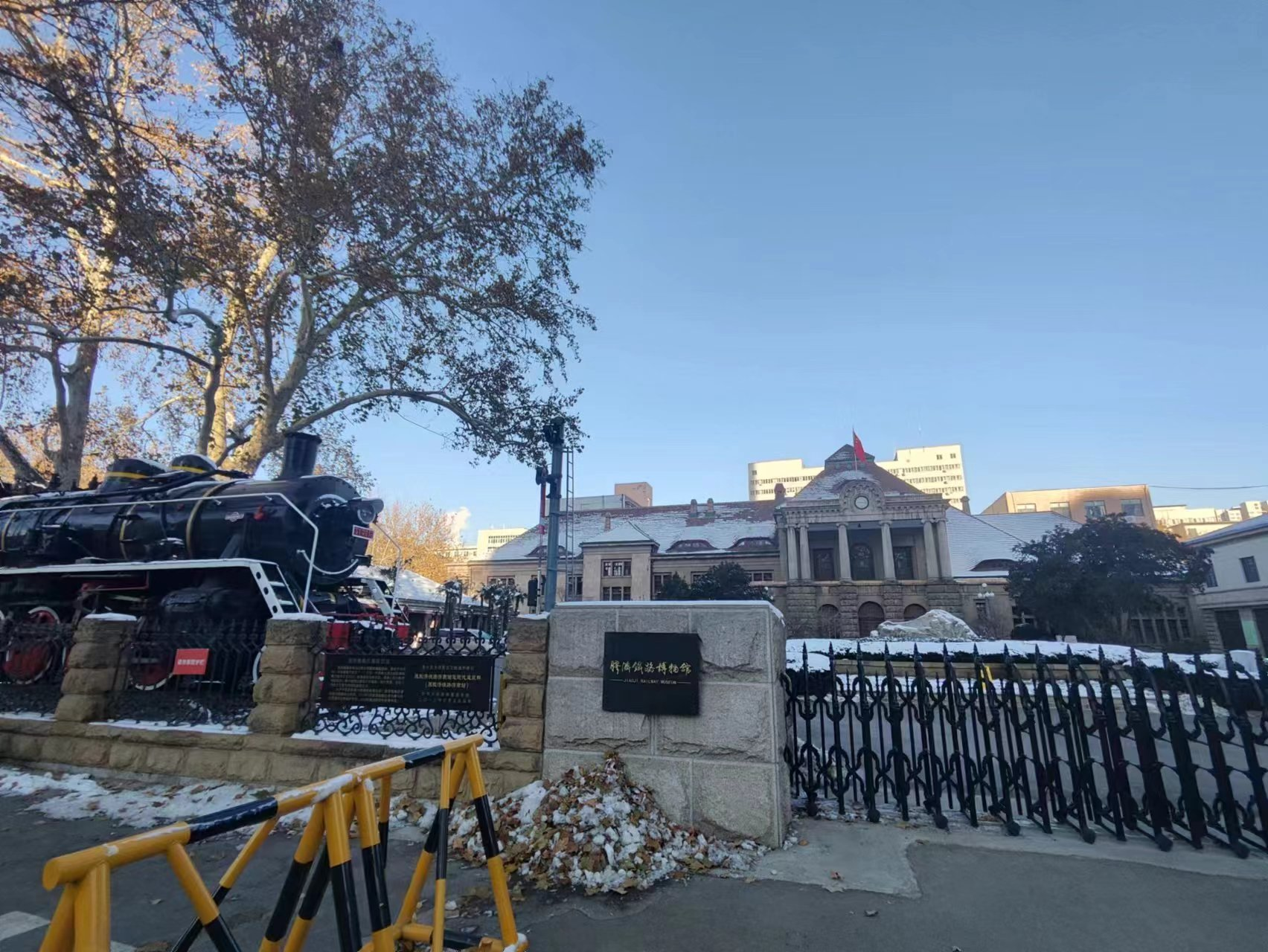
铁路博物馆正门

济南铁路局确定将老车站作为陈列馆主楼后，便开始迁出原先楼内的机构，并邀请了山东省博物馆的专家参与设计。在施工过程中，施工人员秉承尽可能恢复原貌的原则，挖出了老站房落成时的墙壁、地砖和其他结构，还在渣土中找到了涵盖近40多年、4个时期的100多件文物共10多个种类。在改造过程中，负责征集文物的工作人员查阅了大量有关胶济铁路的史志和档案资料，还征集到了各地有关胶济铁路的文物，甚至还得到了比特堡博物馆的支持。
2013年开业的陈列馆只使用了大厅和东侧一楼的几间房屋作为展览区，展区面积只有550平方米。为提升游客的体验，陈列馆又于2014年扩建。
2016年11月18日，扩建后的胶济铁路博物馆开始试营业。扩建后的博物馆室内展区包括了主楼的2995平方米和西辅楼的237平方米，外加室外展区3170余平方米。
2020年9月3日，胶济铁路博物馆被中国铁道学会评为“全国铁路科普教育基地”。

### 历史事件
- 1928年5月10日，《纽约时报》时任驻华首席记者哈雷特·阿班从青岛乘火车抵达济南，被日军扣押在胶济铁路饭店长达数小时；在随行日本记者交涉后，他取得了自由行动的权利，并将济南街头的惨状公之于众，成为第一个报道济南惨案的外国记者；后来他将这段经历写入了《民国采访战》一书[7]；
- 1931年1月28日，胡適抵达胶济铁路济南站，并下榻在胶济铁路饭店[7]。

## 建筑和装饰
该建筑为一字形平面，主入口位于中间偏东部分并稍向南突出，通往候车大厅。整体建筑以中间候车大厅为中心，东侧两层，西侧三层。候车大厅原为中空结构，后来被日本侵略军改为上下两层。候车大厅的东侧为候车区，其中偏南的房间为原先的贵宾候车室；西侧则为餐饮住宿区，设置了餐厅、咖啡馆、贵宾室等食宿和娱乐的设施。当时济南市著名的高档酒店——胶济铁路饭店就位于老站房内的西侧；这个酒店提供西餐和高档客房，而且价格非常昂贵。在老站房成为办公楼后，楼内的机构根据需要，将一些大空间分割为数个小空间，还在装修中遮住了原先的地面和墙壁。
老站房落成时的墙壁由片石砌成并镶嵌蘑菇石，原先的地板则由条石构成。门洞二层为石柱廊，有八根高大粗壮的爱奥尼石柱。楼顶是孟莎式屋顶和大老虎窗，墙壁、内部楼层之间为木质结构。
在候车大厅南侧的墙壁上有建站初期的石雕狮头水池，目前只剩下锈迹斑斑的水管和残缺不全的鬃毛石刻，而这些部件已成为博物馆的展品之一。另外，施工人员在恢复了原来的地面后，发现了德国施工人员留在地板上的5个铁十字勋章拼图。随后，施工人员在贵宾室发掘出了德式壁炉，在进站大厅东偏北的房间发现了落成时的暖气片。

## 展示
陈列馆的定位为讲述胶济铁路历史的博物馆和爱国主义教育基地。馆内分为胶济铁路的修建背景及过程、对山东社会经济发展的影响、风雨沧桑路、迈向新时代四个主题展区和另外四个专题展区。在改造为陈列馆后，老站房内搭起了站长室、贵宾厅和胶济铁路饭店的复原场景。

### 展品
目前在陈列馆内展示的展品有：
- 《中国——亲身旅行和据此所作研究的成果》其中三卷（費迪南·馮·李希霍芬著）[17]
- 1900年德国产钢轨和钢枕木
- “胶济百年”主体浮雕
- 石雕狮头水池残留部件
- 十字勋章拼图
- 济南站老站房大钟的零件
- 上游型蒸汽机车一台，编号0616[18]
- 德方、日方绘制的胶济铁路全图